# .jm
A .jm Jamaica internetes legfelső szintű tartomány kódja, melyet 1991-ben hoztak létre.

## Második szintű tartománynevek
- com.jm
- net.jm
- org.jm
- edu.jm
- gov.jm
- mil.jm